# يوناديلا
يوناديلا (بالإنجليزية: Unadilla, Georgia)‏ هي مدينة تقع في مقاطعة دوولي بولاية جورجيا في الولايات المتحدة. تبلغ مساحة هذه المدينة 13.5 (كم²)، وترتفع عن سطح البحر 130 م، بلغ عدد سكانها 2772 نسمة في عام 2010 حسب إحصاء مكتب تعداد الولايات المتحدة.

## وصلات خارجية
- Cities & Counties - Georgia.gov